# オーソーモートー
オーソーモートー(タイ語: บริษัท อสมท จำกัด (มหาชน)、英語: MCOT Public Company Limited)は、タイの政府系メディア企業（国営企業）である。
3大テレビ局の2つである「MCOT HD」及び「MCOT Family」や、ラジオ局である「MCOT ラジオ」を運営（もうひとつはBECワールドが運営する「チャンネル3」とバンコク都内のFMラジオ周波数105.5MHz）。SET 50 Indexの採用銘柄である（2008年2月現在）。
本社はラーマ9世通りの近くにある。

## 歴史
- 1952年、タイテレビ会社として設立（当時の本社はバーンクンプロム宮殿内）。
- 1954年、ラジオ放送開始。
- 1955年、テレビ放送開始　（白黒放送の VHF波　チャンネル4）。
- 1970年、1968年より利権で許可された民間テレビのチャンネル3は本放送開始。また、カラー放送のVHF波 チャンネル9が試験放送開始で当年よりサイマル放送も開始。
- 1974年、VHF波、チャンネル4は白黒からカラー放送へ切り替え。ただし、サイマル放送はまだ継続したが試験放送されるVHF波 チャンネル 9 は本放送開始し当局の名義で代表的に放送する。
- 1976年、カラー放送へ切り替えたVHF波　チャンネル4は放送終了しVHF波　チャンネル9放送に完全移行。また、タイ国立銀行は当局のエリアで本社建設予定したためにバーンクンプロム宮殿内からバーンランプへ本社移転する。
- 1977年、タイテレビ有限会社では経営と財務問題で継承予定法人を設立準備解決するため旧法人廃止と解散。その後、 タイ国営マスコミ公社設立法で施行されタイ国営マスコミ公社を設立、それによって廃止されたタイテレビ会社で付属したラジオ・テレビ放送局も当社へ移管した。更に、報道活動は効能振興及び当社の放送局へ提供並びに国際通信を協力と情報交換するためタイ通信社及び政府広報するために新聞事業部。(チャオプラヤー)も設立した（ただし、新聞事業部では色々な不正問題で同年も廃刊になった）。
- 1981年、本社はバーンランプから現在のラーマ9世通り本社へ再移転。
- 1989年、ケーブル放送開始するために民間企業のInternational Broadcasting Corporation会社（シンナワット家の企業）へ25年間の利権で許可しタイ初のケーブル放送のIBCも放送開始。その後、別の会社のタイスカイテレビ（BTSスカイトレイン関連企業）も許可し2年後の1991年はケーブルも放送開始。
- 1993年、IBCケーブル放送と競争する民間企業のUTV Network会社（農業業界であるチャロン・ポックカパンの企業）へ26年間の利権で許可しのUTVケーブルテレビは放送開始。
- 1997年、アジア通貨危機年内もケーブル放送のタイスカイテレビは経営業績と市場問題で放送終了し電波と利権で途中返上した。
- 1998年、以前に競争したケーブル放送両社のIBCとUTVは市場存続するために会社合併しUBCを設立（現在はTrue Visionsで改名）。ただし、合併後は解散されたIBCの利権を中心に利用する。
- 2002年、VHF波　チャンネル9はモダンナインテレビで改名と24時間放送も実行。
- 2003年、タクシン政権は民営化政策を続けて前身したタイ国営マスコミ公社で廃止を報告し新しい継承予定法人（オーソーモートーという）で設立を準備した。
- 2004年、新しい継承予定法人（オーソーモートー）で設立より正式民営化し、タイ証券取引所に上場。
- 2007年、当社で設立は30周年となった。これで、衛星テレビ放送のMCOT1とMCOT2（その後、ASEAN TVとMCOT Worldへ局名変更）を放送開始（現在、両局も放送終了）。
- 2014年、地上デジタルテレビ本放送開始年でアナログ放送のVHF波　チャンネル9で名義されたモダンナインテレビでは、MCOT HDで名義し高精細度テレビジョン放送(HDTV)を開始でサイマル放送となった、又、子供、家族向け番組のMCOT Family も標準解像度テレビ(SDTV)を放送開始。
- 2015年、モダンナインテレビは今後にかけてデジタル放送を中心するためにChannel 9 MCOT HDへ再度改名。
- 2018年、当年7月16日(タイ時刻の18時30分)をもってChannel 9 MCOT HDのアナログ放送終了しタイ全国にデジタル放送も完全移行となった。なお、デジタル放送完全移行後で MCOT HDへ改名し現局名となる。

## 放送系統

### テレビ放送

#### デジタルのみ
- MCOT HD　ニュース・娯楽・スポーツ中心放送
- MCOT Family 子供・家族向け番組放送 （2019年9月15日で放送終了）

#### アナログのみ
- チャンネル3　当社から（1990 - 2020年）30年間利権に基づいた民間のBECワールドの子会社で運営される地上アナログ放送 (現在、デジタル放送のみ)

#### ネットワーク
- MCOT Network 全国で放送する地上デジタル放送のネットワーク（採用された欧州方式のDVB-T2で送信）

#### 衛星放送
下記の放送局は2017年現在放送終了
- MCOT1 ニュース、ドキュメント、教養等で番組放送　（2017年1月1日で放送終了）
- MCOT World 海外向け英語番組放送（旧名はMCOT2（娯楽・スポーツ向け番組放送）及びASEAN TVへ改名（アセアン諸国の情報番組放送）)（2016年10月15日で放送終了）

例外局
- サタニ―スワンナプーム（2006年はバンコクのスワンナプーム国際空港開港のため特別放送局。当社では空港運営者のタイ空港会社と共同し放送設備や番組等で提供） （現在廃局）

### ラジオ放送

#### AM放送
下記は本社のバンコクから全国放送
- AMラジオ周波数 1143 kHz タイ人生関係曲向け放送
- AMラジオ周波数 1494 kHz 労働者応援放送

#### FM放送
下記は、地方各局を除く本社のバンコクから200km圏内に送信の7々局が有ります。
- FMラジオ周波数 95.0 MHz タイカントリ―曲向け放送
- FMラジオ周波数 96.5 MHz ニュース・日常生活・全世代のため曲及び聴者の意見のため放送
- FMラジオ周波数 97.5 MHz 現地と海外のポップ曲向け放送
- FMラジオ周波数 99.0 MHz スポーツと健康促進放送
- FMラジオ周波数 100.5 MHz ニュース放送（当社のタイ通信社では当局の番組と共同制作及び全国ネットワークにニュース放送提供等取扱い）
- FMラジオ周波数 105.5 MHz 現地と海外のポップ曲向け放送（現在、テレビのチャンネル3も同様である当社の30年間利権に基づいた民間のBECワールドの子会社で運営する）
- FMラジオ周波数 107.0 MHz 在タイ外国人向け英語放送
- 地方放送局も53ヶ局

## その他の付属機関
- タイ通信社（Thai News Agency） タイ国内と各国通信社や放送局へ報道交換と協力するタイの準国営通信社
- チャオプラヤー タイ政府広報向け新聞（不正行為や読者の人気問題で廃刊になった）

## 子会社
- パノラマワールドワイド